# Джери Браун
Едмунд Джералд Браун младши (на английски: Edmund Gerald Brown Jr) е 34-тият, 39-ият и настоящ губернатор на щата Калифорния от Демократическата партия от 2011 г.
Негов предшественик е Арнолд Шварценегер. Освен това е 24-тият Секретар на Калифорния (4.1.1971 – 6.1.1975 г.), председател на Демократическата партия в щата Калифорния 1989 – 1991 г., 47-ият кмет на Оукланд и 31-вият главен прокурор на Калифорния (9.1.2007 – 3.1.2011 г.).
Роден е на 7 април 1938 г. в Сан Франциско. Има немски и ирландски произход. Бил е кмет на Оукланд в периода 1999 до 2007 г.